# La Tête d'un homme (téléfilm, 1967)
Pour plus de détails, voir Fiche technique et Distribution.
La tête d'un homme est un téléfilm français réalisé par René Lucot, qui fait partie de la série Les Enquêtes du commissaire Maigret, d'après le roman homonyme de Georges Simenon. Il a été adapté par Jacques Rémy et Claude Barma. La première diffusion date du 9 décembre 1967; l'épisode, d'une durée de 76 minutes, est en noir et blanc. 
Une seconde version avec le même titre, adapté du même roman, toujours avec Jean Richard, dans le rôle du célèbre commissaire, a été réalisée par Louis Grospierre en 1984.

## Synopsis
A la prison de la Santé, une cloche sonne deux heures. Un prisonnier relit le plan qu'il a découvert dans sa gamelle, et qui lui montre le chemin de l'évasion. Alors qu'il parvient au mur d'enceinte et qu'il l'escalade, sa fuite est épiée par le commissaire Maigret et le juge Coméliau. C'est Maigret lui-même qui a organisé cette évasion, alors qu'il avait arrêté l'homme quelques mois plus tôt, pour le meurtre d'une vieille dame et de sa femme de chambre. Les indices trouvés sur le lieu du crime ont mené facilement à la piste de l'homme. Trop facilement, même, au goût de Maigret, qui est de plus en plus persuadé que l'homme est innocent. C'est pourquoi il a organisé son évasion, pensant que l'homme va le mener sur une piste intéressante.

## Fiche technique
- Titre : La Tête d'un homme
- Réalisation : René Lucot
- Adaptation : Claude Barma et Jacques Rémy
- Dialogues : Jacques Rémy
- Musique : Raymond Bernard
- Directeur de la photographie : Gilbert Sandoz
- Ingénieur de la vision : Pierre Pourcheron
- Cadreurs vidéo : Didier Minier, André Bieth, Pierre Disbeaux, Marcel Moulinard
- Cadreur film : Jean-Claude Thuilliez
- Ingénieur du son vidéo : Pierre Terrier
- Ingénieur du son film : Aimé Maillol
- Décors : Michel Janiaud
- Assistant décorateur : Jacques Maestro
- Ensemblier : José Quiroga
- Assistant ensemblier : D. Pierre
- Costumes : Marie-France Jaumillot
- Montage image : Andrée Lemaire
- Montage son : Michel Nezick
- Mixage : Daniel Léonard
- Banc-titre : Gilbert Mammès
- Chef de production : Jean Remaud
- Script-girl : Renée Kammerscheit
- Assistants réalisateur : Édouard Kneuse, Guy Dute

## Distribution
- Jean Richard : Commissaire Maigret
- Serge Merlin : Radek
- Jean Saudray : Joseph Heurtin
- Marcel Pérès : le père de Heurtin
- Lina Roxa : la mère de Heurtin
- John Abbey : William Crosby
- Anne-Marie Baumann : Ellen Crosby
- Marja Goud : Edna Reichberg
- Éric Gits : l’ami de Crosby
- Jean Lanier : le directeur de la P.J.
- Jean Michaud : le Juge Corneliau
- François Cadet : Inspecteur Lucas
- Maurice Coussonneau : Inspecteur Jourdan
- Maurice Gautier : Inspecteur Thorens
- Christian Rémy : Inspecteur Janvier
- René Fleur : l'huissier Léopold de la P.J.
- Marius Laurey : le Commissaire du 14ème
- Bernard Klein : Commissaire Lefevre
- André Dumas : un commissaire de l’Identité Judiciaire
- Marc Monjou : le secrétaire
- Marius Balbinot : le patron de la Citanguette
- Monime Favre-Bertin : la patronne de la Citanguette
- Aline Blome : Madame Albertine
- André Cassat : le marchand de chaussures
- Catherine Georges : la fleuriste
- Richard Martin : l’ouvrier à la Citanguette
- Sylvie Artel : la fille en noir
- Bernard Tardif : le serveur de la Coupole
- Robert Blome : le gérant de la Coupole
- Raymond Danjou : le docteur
- Sylvio Minon : le chauffeur
- Robert Lepers : le concierge du Continental
- Jean Desailly : le narrateur
- Roland Malet : un brigadier à la Citanguette (non crédité)
- Raymond Pierson : un brigadier à la Citanguette (non crédité)